# Marino Klinger
Marino Klinger Salazar (Buenaventura, 7 de fevereiro de 1936 — Cali, 19 de maio de 1975) foi um futebolista colombiano que jogou a Copa do Chile, em 1962.

## Carreira
Por clubes, jogou somente no Millonarios, entre 1954 e 1966, e no Independiente Santa Fe, entre 1967 e 1968, ano de sua aposentadoria dos gramados. Após parar de jogar, Klinger se dedicou aos estudos, tendo se formado em odontologia.
Ficou conhecido por marcar o gol de empate da Colômbia sobre a tradicional União Soviética, depois de estarem perdendo por 4 a 1 antes do segundo tempo. Ele ainda jogaria outras 2 vezes na Copa de 1962, contra Uruguai e Iugoslávia. Estes foram os únicos jogos disputados por Klinger ao serviço dos Cafeteros.

## Falecimento
Morreu em 19 de maio de 1975, aos 39 anos de idade, quando seu carro (um Renault 5) caiu no rio Cali, na cidade de mesmo nome. Em sua homenagem, o estádio de futebol da cidade de Buenaventura recebeu o nome de seu filho mais ilustre.